# Schulbiologiezentrum Hannover
Das Schulbiologiezentrum Hannover ist ein regionales Umweltbildungszentrum mit Hauptsitz im Stadtteil Burg in Hannover. Es wird von der Landeshauptstadt Hannover und (durch Lehrerabordnungsstunden) vom Land Niedersachsen getragen. Weitere Standorte sind der Botanische Schulgarten in Linden-Mitte und die Freiluftschule Burg in Hannover.

## Gliederung und Zielgruppen
Die Einrichtung gliedert sich in die drei Abteilungen:
- Botanischer Schulgarten Burg (gleichzeitig Hauptsitz)
- Freiluftschule Burg
- Botanischer Schulgarten Linden (Lage), 1920 entstanden in einer Tonkuhle am Lindener Berg. Es gibt Unterricht im und über den Garten. Schulklassen haben ihre eigenen Parzellen. Es gibt an einem Hang den einzigen Weinberg Hannovers.

Neben einer Vielzahl von Kursen für Schüler werden Lehrer-Fortbildungskurse und Sonntagsprogramme für Eltern mit ihren Kindern angeboten. Diese werden jedes Jahr von tausenden Besuchern aus Schulklassen, Kindergärten, Studienseminaren, Studentengruppen und anderen Gruppen genutzt.

## Unterrichtsthemen

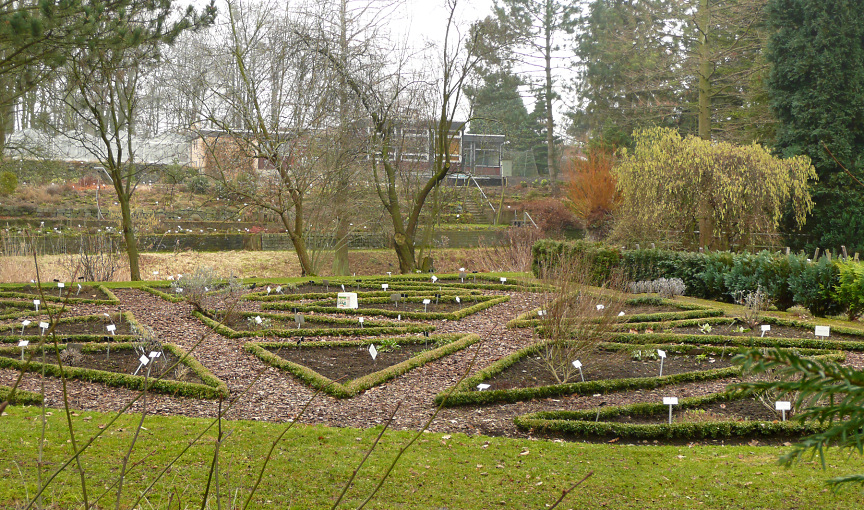
Botanischer Schulgarten Linden mit Schulungsgebäude im Hintergrund

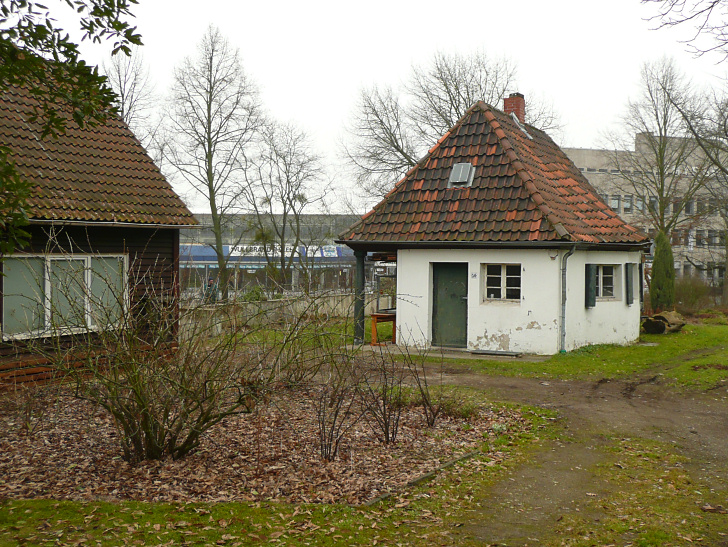
Früheres Schulungsgebäude im Botanischen Schulgarten Linden

Das Schulbiologiezentrum bietet seit 1985 ein breites Angebot an Unterrichtsmöglichkeiten und Materialien an.

## Geschichte
Vorgänger des heutigen Schulbiologiezentrums war der in der Gründerzeit des Deutschen Kaiserreichs im Jahr 1883 nahe dem Pferdeturm angelegte botanische Schulgarten, der jedoch schon 1892 wegen Platzmangels an die Kirchröder Straße verlegt wurde. 2022 wurden massive Mittelkürzungen von der Stadt Hannover vorgeschlagen, die zur Schließung der Gewächshäuser führen würden.